# Echo
Echo a fost în mitologia greacă o nimfă care cunoștea legăturile de dragoste ale lui Zeus. Ea o ținea de vorbă pe Hera, în timp ce Zeus alerga după nimfe. Dându-și seama de înșelătoria ei, zeița Hera, mânioasă, a transformat-o pe Echo în ecou. 
După o altă versiune, Echo s-a îndrăgostit de Narcis, dar dragostea ei n-a fost împărtășită. Atunci ea s-a retras în singurătate și s-a topit de durere, nemairămânându-i decât vocea (ecoul).